# Nieuw Baarnstraat (Baarn)
De Nieuw Baarnstraat is een straat in het centrum van Baarn, in de Nederlandse provincie Utrecht.
De straat is genoemd naar de buurtschap Nieuw Baarn, ten zuiden van de openbare begraafplaats. Aan de noordelijke zijde stond Villa Pera.
De straat ligt in het verlengde van de Prins Hendriklaan ter hoogte van de Oude Utrechtseweg en komt een eind noordelijker uit op de Eemnesserweg. De weg werd als zuidelijke randweg van Baarn na 1850 aangelegd toen Baarn uit ging breiden met de wijk Nieuw Baarn. De nieuwe straat aan de Westzijde kreeg de naam Nieuw Baarnstraat, aan de oostzijde lag de Nieuwstraat. Aan de straat staan een aantal 20e-eeuwse winkels, horecagelegenheden en nieuwbouwwoningen.